# 多变尻参
多变尻参（学名：Caudina atacta）为尻参科尻参属的动物。在中国大陆，分布于北部湾中部等地，多生活于水深63-91米的泥底。该物种的模式产地在北部湾。